# Pendulum (album)
Pour les articles homonymes, voir Pendulum.
Albums de Creedence Clearwater Revival
Cosmo's Factory
(1970) Mardi Gras
(1972)
Pendulum est le sixième album du groupe Creedence Clearwater Revival, sorti en 1970. Il a été produit par John Fogerty. Cet album contient de nouveaux instruments, du piano et du saxophone joué par John Fogerty, contrastant avec les albums précédents.
Le titre Have You Ever Seen the Rain? a été utilisé dans la bande originale de Stargate SG-1 lors du dernier épisode de la série, Le Temps d'une vie (Unending).

## Liste des chansons
Tous les titres sont écrits et composés par John Fogerty
| 1. | Pagan Baby                   | 6:25 |
| 2. | Sailor's Lament              | 3:49 |
| 3. | Chameleon                    | 3:21 |
| 4. | Have You Ever Seen the Rain? | 2:40 |
| 5. | (Wish I Could) Hideaway      | 3:47 |

| 6.  | Born to Move          | 5:40 |
| 7.  | Hey Tonight           | 2:45 |
| 8.  | It's Just a Thought   | 3:56 |
| 9.  | Molina                | 2:44 |
| 10. | Rude Awakening, No. 2 | 6:22 |

| 11. | 45 Revolutions Per Minute (Part 1)               | 3:17 |
| 12. | 45 Revolutions Per Minute (Part 2)               | 7:20 |
| 13. | Hey Tonight (Live in Hambourg, Germany, 17/9/71) | 2:27 |

## Personnel
- John Fogerty – chant, guitare solo, piano, piano électrique Fender Rhodes, orgue, saxophone, percussions
- Tom Fogerty – guitare rythmique, percussions, chœurs
- Stu Cook – basse, contrebasse, piano, kalimba, percussions
- Doug Clifford – batterie, percussions

## Classements hebdomadaires
| Classement (1971)             | Meilleure position |
| ----------------------------- | ------------------ |
| Allemagne (Media Control AG)  | 3                  |
| Australie (ARIA)              | 1                  |
| Canada (RPM Top Albums)       | 2                  |
| États-Unis (Billboard 200)    | 5                  |
| France (IFOP)                 | 1                  |
| Norvège (VG-lista)            | 1                  |
| Pays-Bas (Mega Album Top 100) | 2                  |
| Royaume-Uni (UK Albums Chart) | 8                  |

## Certifications
| Pays                         | Certification | Date       | Ventes    |
| ---------------------------- | ------------- | ---------- | --------- |
| États-Unis (RIAA)            | Platine       | 13/12/1990 | 1 850 000 |
| Finlande (Musiikkituottajat) | Or            | 1971       | 20 000    |

## Ventes
Pendulum s'est vendu à 4 490 000 exemplaires dans le monde.